# Elmar Biebl
Elmar Biebl (* 29. Juli 1947 in Wörth an der Isar) ist ein deutscher Journalist, Autor, und Juror bei Filmwettbewerben.

## Leben
Biebl absolvierte ein Volontariat beim Straubinger Tagblatt. Nach der Arbeit in der Redaktion in der Landshuter Zeitung und beim Stern (Ressort Jugend forscht) war er Bundeswettbewerbsleiter von Jugend forscht. Dann arbeitete er bei der Redaktion des von Wolf Schneider geleiteten Controlled Circulation Springer Magazines Dialog (Ressortleiter Modernes Leben) und Die Welt (Ressortleiter Serien und Dokumentationen) und war Chefredakteur von Criminal, ein vom John Jahr Verlag Hamburg publiziertes Monatsmagazin. Er war Mitbegründer der Fachzeitschriften Cinema, VideoMarkt und Neue Medien. 1980 zog er von Hamburg nach Los Angeles und arbeitet seither als freier Korrespondent für deutschsprachige Medien.
Als aktives Mitglied der Hollywood Foreign Press Association (HFPA) ist er Juror für die Golden Globe Awards. Er diente der HFPA mehrfach als Vice President, Director of the Board und Parliamentarian. Er ist Committee-Mitglied und Juror von Cinema for Peace und war Juror des Internationalen Filmfestivals Dubai.

## Werke
- Cinema: hinter den Kulissen. kino verlag, 1987
- Oscar (Ein cinema-Buch).  Cinema Verlag, 1988, ISBN 978-3893240326
- Wie sie leben und lieben. Stars Privat. Elmar Biebl exklusiv aus Hollywood. Kino-Verlag, 1988

## Auszeichnungen
- Internationaler Journalistenpreis 1991 für Artikel über Mexiko-Stadt
- Plump de Plata, mexikanischer Journalistenpreis